# VIZ Media
VIZ Media LLC es una empresa estadounidense de distribución y entretenimiento de manga y anime con sede en San Francisco, California. Fue fundada en 1986 como VIZ LLC. En 2005, VIZ LLC y ShoPro Entertainment se fusionaron para formar la actual VIZ Media LLC, que es propiedad conjunta de las editoriales japonesas Shūeisha, Shōgakukan y Shogakukan-Shūeisha Productions (ShoPro). A partir de 2017, Viz Media es el mayor editor de novelas gráficas y cómics de Estados Unidos, con una cuota de mercado del 23%.

## Historia

### Inicios
Seiji Horibuchi, originario de la Prefectura de Tokushima en Shikoku, se mudó a California en 1975. Después de vivir en las montañas durante casi dos años, se mudó a San Francisco, donde comenzó un negocio de exportación de artículos culturales estadounidenses a Japón, y se convirtió en escritor de información cultural. También se interesó en publicar mangas en los Estados Unidos, aunque él mismo no era un fanático de los cómics japoneses hasta que una visita a Japón en 1985 lo expuso al título de un solo volumen de Katsuhiro Otomo, Domu: El sueño de un niño. Su idea se materializó después de conocer a Masahiro Ohga, entonces director general de Shogakukan, en 1985 y compartir su visión. Shogakukan proporcionó a Horibuchi 200.000 dólares en capital inicial, que Horibuichi utilizó en 1986 para fundar VIZ Communications.
VIZ Communications lanzó sus primeros títulos en 1987, incluyendo Legend of Kamui, sin embargo las ventas fueron mediocres debido a que el mercado especializado del cómic era adverso para aventurarse en un nuevo territorio. Para contrarrestar este problema, VIZ se expandió al negocio editorial general y comenzó a publicar varios libros relacionados con el arte en 1992. En estos títulos, Horibuchi comenzó a publicar manga, llamándolos novelas gráficas para que fueran llevadas por las principales librerías. El plan funcionó y después de varios años, las principales librerías comenzaron a tener estantes dedicados a los títulos de manga. Las ventas también se incrementaron cuando VIZ Communications adquirió la licencia para la serie de comedia Ranma ½, que se convirtió en un éxito instantáneo.
La compañía continuó viendo el éxito cuando se expandió en el mercado de la distribución de anime, comenzó a publicar Shonen Jump, una adaptación en inglés de la popular revista japonesa Weekly Shōnen Jump. También adquirió otro gran título de venta, Inuyasha. A finales de la década de 1990, VIZ comenzó a hacer el empuje para entrar en los mercados europeos y sudamericanos.

### 2000s
Cuando Shūeisha se convirtió en copropietario de Viz Media en 2002, tanto Shōgakukan como Shūeisha comenzaron a publicar manga exclusivamente a través de Viz. El acuerdo de Shueisha con Viz puede haber sido impulsado por la competencia con Raijin Comics, un editor de manga rival creado en 2002 por editores y artistas que se habían separado de Shueisha, llevándose sus propiedades con ellos. Sin embargo, existen algunas excepciones a esta exclusividad por parte de Shūeisha permitió a la subsidiaria de DC Comics, CMX Manga, licenciar Tenjō Tenge (aunque más tarde fue re-licenciada y relanzada por VIZ Media) y Kamikaze Kaitō Jeanne, permitió a Dark Horse Comics licenciar Gantz, Lady Snowblood, Shadow Lady, The Monkey King, entre otros, también permitió a Seven Seas Entertainment licenciar Hayate X Blade, Yuuna y Haunted Hot Springs, a Tokyopopop permitió licenciar Kodocha, Marmalade Boy y Digimon Next, estos como principal ejemplo.
En 2002, VIZ mantuvo algunas publicaciones en el formato original de derecha a izquierda, mientras que en otras publicaciones reflejaba páginas del formato de lectura de derecha a izquierda de Japón para ajustarse al estilo de lectura de izquierda a derecha occidental. Durante ese año, Dallas Middaugh, director de marketing de VIZ, afirmó que la versión de izquierda a derecha de Neon Genesis Evangelion superaba en ventas a la versión de derecha a izquierda en una base de tres a uno; Middaugh concluyó que los lectores querían "una experiencia de lectura fácil". Akira Toriyama, creador de Dragon Ball, solicitó que su trabajo, que fue separado por Viz en Dragon Ball y Dragon Ball Z, se publicara en el formato original de derecha a izquierda. Vagabond se imprimió de derecha a izquierda para preservar la precisión histórica. Middaugh dijo que los lectores más jóvenes de Dragon Ball se adaptaban al formato de derecha a izquierda más fácilmente que sus padres.
En 2004, VIZ Communications se fusionó con ShoPro Entertainment, financiando la división de distribución americana de la compañía Shōgakukan. Horibuchi se convirtió en el presidente de la nueva compañía. En 2005, Horibuchi creó una división relacionada, Viz Pictures, para el estreno de películas de acción en vivo seleccionadas en los EE. UU. en cines y DVD.

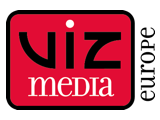
Antiguo logo de VIZ Media Europe.

En enero de 2007 se crea VIZ Media Europe, establecida en los Países Bajos, la empresa se trasladó a París en 2007. El actual presidente del grupo es Hyoe Narita. El grupo VIZ Media Europe también forma parte de Kazé desde 2009, cuando fue adquirido por Shūeisha y Shōgakukan. La filial está dirigida por Kazuyoshi Takeuchi, expresidente de Shodensha Publishing.
En septiembre de 2008, VIZ Media designó a International Merchandising Consultants (IMC) como agente de licencias en Argentina, Bolivia, Paraguay y Uruguay para comercializar la exitosa licencia de Naruto.
El 17 de diciembre de 2008, Viz Media anunció que a partir del 1 de abril de 2009, Warner Home Video se encargaría de la distribución de sus nuevas versiones de catálogo y de las ya existentes. Viz sigue siendo el licenciatario y se encargará de toda la producción, aprovechando al mismo tiempo el centro neurálgico de distribución que distribuye las obras de otras grandes empresas como la BBC, National Geographic Channel y Cartoon Network. Hidemi Fukuhara, entonces presidente y director general de Viz, declaró que la asociación ayudará a la compañía a hacer crecer sus participaciones de anime de manera más efectiva. El 20 de febrero de 2009, Viz Media despidió a un número desconocido de empleados con el fin de ayudar a ser más eficiente para enfrentar el clima económico de entonces.
En 2009, la editorial de Anime Virtual S.A. y AV Visionen GmbH, ambos de Alemania, pasaron a formar parte del grupo editorial japonés ShoPro, para sellar la integración en el grupo mundial de medios de comunicación, Anime Virtual SA fue rebautizada como Viz Media Switzerland el 8 de agosto de 2011.

### 2010s
El 11 de mayo de 2010, VIZ Media volvió a despedir a un número de trabajadores, 60 esta vez, de nuevo con el fin de tratar de ser más eficiente. Esta vez publicaron un comunicado de prensa afirmando que ninguna de sus líneas de productos actuales se vería afectada.
En abril de 2012, se anunció que el vicepresidente Senior y Gerente General de Viz Media, Ken Sasaki, sucedería al productor ejecutivo Hidemi Fukuhara como Presidente y CEO; Fukuhara asumirá posteriormente el cargo de Vicepresidente a finales de mes.
El 27 de abril de 2017 se anuncia que la empresa Televix Entertainment será el representante de ventas y distribuidor de VIZ Media en Latinoamérica, permitiendo manejar las propiedades de VIZ Media, que incluyen series como Bleach, Death Note y Naruto para canales de TV abierta, distribuidores de DVD, operadores móviles y agregadores.

## Calificación de contenido
A diferencia de las clasificaciones de televisión y películas similares, Viz también ha establecido ciertas "clasificaciones de manga" para sus productos en función de su contenido.
A (TODAS LAS EDADES): Puede ser adecuado para lectores o consumidores de cualquier edad. Por ejemplo, puede contener un lenguaje suave y violencia de fantasía, pero no juramentar ni desnudez.
T (ADOLESCENTES): Puede ser adecuado para adolescentes tempranos y mayores. Por ejemplo, puede contener violencia, uso poco frecuente de lenguaje fuerte, temas o situaciones sugerentes, humor crudo, alcohol y/o consumo de tabaco.
T+ (ADOLESCENTES MAYORES): Puede ser adecuado para adolescentes mayores y adultos. Por ejemplo, puede contener violencia intensa y/o gory, contenido sexual, lenguaje fuerte frecuente, alcohol, tabaco y/u otro consumo de sustancias.
M (MADURO): Adecuado solo para adultos. Puede contener violencia extrema, temas maduros y representaciones gráficas.
A pesar de su nombre, las calificaciones de manga de Viz también se utilizaron en títulos de anime con licencia, aunque, en la década de 2000, se basaron en los sistemas de calificación de los países locales.

## Catálogo

### Manga

#### Actualmente licenciado
- 07-Ghost
- 7th Garden †
- 20th Century Boys
- 21st Century Boys
- A Devil and Her Love Song
- Abara
- Absolute Boyfriend
- After Hours †
- Afterschool Charisma
- AiON ††
- Ai wo utau yori ore ni oborero!
- Aishiteruze Baby
- Alice 19th
- All My Darling Daughters
- All You Need Is Kill
- Angel Sanctuary
- Anonymous Noise †
- Arata: The Legend
- Assassination Classroom
- B.O.D.Y. ††
- Baby and Me
- Backstage Prince
- BakéGyamon
- Bakuman
- Banana Fish
- Neko no Ongaeshi
- Barrage
- Basara
- Beast Master
- Beauty is the Beast
- Beauty Pop
- Behind the Scenes!! †
- Biomega
- Black Bird
- Black Cat
- Black Clover †
- Black Lagoon †
- Black Rose Alice
- Blank Slate
- Bleach †
- Bloody Mary †
- Blue Exorcist †
- Blue Spring
- Blue Spring Ride †
- Bobobo-bo Bo-bobo ††
- Bokurano: Ours
- Boruto: Naruto Next Generations †
- Boys Over Flowers
- Buso Renkin
- Butterflies, Flowers
- Cactus's Secret
- Calling You
- Captive Hearts
- Case Closed †
- Castle in the Sky
- Cat Eyed Boy
- Ceres, Celestial Legend
- Cheeky Angel
- Chibi Vampire
- Children of the Sea
- Kujira no Kora wa Sajō ni Utau †
- Chocolate Cosmos
- ChocoMimi ††
- Clamp School Detectives
- Claymore
- Cowa!
- Crazy For You
- Cross Game
- Cross Manage
- Crown of Love
- Crown of Thorns
- D.Gray-man †
- D.N.Angel ††
- Dawn of the Arcana
- Dead Dead Demon's Dededede Destruction
- Deadman Wonderland
- Death Note
- Demon Love Spell
- The Demon Prince of Momochi House †
- Demon Slayer: Kimetsu no Yaiba †
- Dengeki Daisy
- Yami no Matsuei ††
- Detroit Metal City
- Dinosaur Hour
- Dogs
- Dolls
- Dorohedoro †
- Doubt!!
- Dr. Slump
- Dr. Stone †
- Dragon Ball
- Dragon Ball Super †
- The Drifting Classroom
- Duklyon: Clamp School Defenders
- The Earl and the Fairy
- Earl Cain
- Eureka Seven
- Everyone's Getting Married †
- Excel Saga
- Eyeshield 21
- Fairy Cube
- Fall in Love Like a Comic!
- Fate/stay night ††
- Fire Punch †
- Firefighter! Daigo of Fire Company M
- Flame of Recca
- Flower in a Storm
- Flower of the Deep Sleep
- Fluffy Fluffy Cinnamoroll
- Shokugeki no Sōma †
- Fragments of Horror
- From Far Away
- Full Moon o Sagashite
- Fullmetal Alchemist †††
- Fushigi Yûgi
- Fushigi Yûgi: Genbu Kaiden
- Future Diary ††
- Gaba Kawa
- Gangsta †
- Genkaku Picasso
- The Gentlemen's Alliance Cross
- Gente
- Gestalt
- Ghost in the Shell 2: Innocence
- Gintama ††
- Girls Bravo
- The Girl Who Leapt Through Time
- Glass Wings
- Godchild
- GoGo Monster
- Gokushufudō
- Golden Kamuy †
- Golgo 13 ††
- Goodnight Punpun
- Goth
- Grand Guignol Orchestra
- Grenadier
- Guardian Hearts ††
- Gun Blaze West
- Gyo
- Haikyū!! †
- Hana-Kimi
- Hanako and the Terror of Allegory
- Hands Off!
- Happy Happy Clover
- Happy Hustle High
- Happy Marriage!?
- Haru Hana
- Hayate the Combat Butler †
- Heaven's Will
- The Heiress and the Chauffeur
- Here is Greenwood
- Hibiki's Magic ††
- High School Debut
- Hikaru no Go
- Homestuck
- Honey and Clover
- Honey Blood
- Honey Hunt
- Honey So Sweet
- Hoshin Engi
- Hot Gimmick
- House of Five Leaves
- Howl no Ugoku Shiro
- Hunter × Hunter †
- Hyde & Closer
- I''s
- Idol Dreams
- I'll Give It My All... Tomorrow
- I.O.N
- Ikigami: The Ultimate Limit
- Imadoki!
- Inuyasha
- Itsuwaribito
- Ginga Patorōru Jako
- JoJo's Bizarre Adventure †
- Jormungand
- Judas
- Jiu Jiu
- Kaguya-sama wa Kokurasetai: Tensai-tachi no Ren'ai Zunōsen †
- Kakuriyo: Bed & Breakfast for Spirits †
- Kamikaze Girls
- Kamisama Kiss
- Kamiyadori
- Kannazuki no Miko
- Kare First Love
- Kaze Hikaru †
- Kekkaishi
- Kenka Bancho Otome: Girl Beats Boys †
- Kiki's Delivery Service
- Kimi ni Todoke †
- Kingyo Used Books ††
- Kiss of Rose Princess
- Knights of the Zodiac
- Komomo Confiserie[17]
- Kuroko no Basket †
- Kurozakuro
- Kyo Kara Maoh! ††
- La Corda d'Oro
- Lagoon Engine
- La Quinta Camera
- The Law of Ueki
- Leave it to PET!
- The Legend of Zelda
- Library Wars
- Little Battlers Experience
- Love Com
- Loveless †
- Lucky Star ††
- Mad Love Chase
- Magi: The Labyrinth of Magic †
- The Magic Touch
- Maid Sama!
- Maison Ikkoku
- Man of Many Faces
- Maoh: Juvenile Remix
- March Story
- Master Keaton
- MÄR
- MegaMan NT Warrior
- Mermaid Saga
- MeruPuri
- Metamo Kiss
- Meteor Prince
- Midnight Secretary
- Mikansei No. 1
- Millennium Snow
- Million Tears
- Mistress Fortune
- Mixed Vegetables
- Miyuki-chan in Wonderland
- Mobile Suit Gundam Thunderbolt †
- Momogumi Plus Senki ††
- Monkey High!
- Monster
- Monster Hunter: Flash Hunter
- Mouryou Kiden
- Muhyo & Roji's Bureau of Supernatural Investigation
- My Hero Academia †
- Ore Monogatari!!
- Mi vecino Totoro
- Nana
- Naruto
- Naruto: Chibi Sasuke's Sharingan Legend †
- Naruto: The Seventh Hokage and the Scarlet Spring
- Natsume Yūjin-Chō †
- Nausicaä del Valle del Viento
- Neon Genesis Evangelion
- Nightmare Inspector: Yumekui Kenbun †††
- Nisekoi: False Love †
- Nora: The Last Chronicle of Devildom
- not simple
- Nura: Rise of the Yokai Clan
- O-Parts Hunter †††
- Oishinbo ††
- Ojamajo Doremi
- The One I Love
- One Piece †
- One-Punch Man †
- One-Pound Gospel
- Ōoku: The Inner Chambers †
- Oresama Teacher †
- Otomen
- Ouran High School Host Club
- Phantom Thief Jeanne
- La Pequeña Lulú
- Phoenix
- Platinum End †
- Please Save My Earth
- Pluto
- Pokémon
- Pocket Monsters Special †
- Pokémon Diamond and Pearl Adventure!
- Gake no ue no Ponyo
- Portus
- Pretty Face
- The Prince of Tennis
- La princesa Mononoke
- Psyren
- Punch!
- QQ Sweeper
- Queen's Quality †
- Ral Grad
- Ranma ½
- Rasetsu
- Ratman ††
- Real †
- The Record of a Fallen Vampire †††
- Grancrest Senki †
- Red Hot Chili Samurai ††
- Red River
- Requiem of the Rose King †
- Resident Evil
- Revolutionary Girl Utena
- Rin-ne †
- Ristorante Paradiso
- Rizelmine
- Rosario + Vampire
- Rosario + Vampire: Season II
- Rurouni Kenshin
- Rurouni Kenshin: Restoration
- S · A: Special A
- Saber Marionette J
- Sailor Moon
- Sakura Hime: The Legend of Princess Sakura
- Samurai Girl: Real Bout High School
- Sand Chronicles
- Sand Land
- Saturn Apartments
- Splatoon
- Saving Life ††
- School Judgment
- Seiho Boys' High School!
- Owari no Seraph †
- Sexy Voice and Robo
- Sgt. Frog ††
- Shirahime-Syo
- Short-Tempered Melancholic
- Shuriken and Pleats
- Skip Beat! †
- Slam Dunk
- Akagami no Shirayuki-hime
- Socrates in Love
- So Cute it Hurts!!
- Solanin
- Someday's Dreamers
- SOS
- SP Baby †
- Spell of Desire
- El viaje de Chihiro
- St. Dragon Girl
- St. Lunatic High School
- Stepping on Roses
- The Story of Saiunkoku
- Strobe Edge
- Suki: A Like Story
- Sugar Princess
- Sunny
- Super Mario Adventures
- Sweet Blue Flowers †
- Sweet Rein
- Switch
- Tail of the Moon
- Takama-ga-hara
- Tegami Bachi
- Tekkonkinkreet
- Tenjo Tenge
- Terra Formars †
- Tesoro
- Tiger & Bunny
- Time Killers
- Time Stranger Kyoko
- Karigurashi no Arriety
- The Third
- The Water Dragon's Bride †
- Tokyo Boys & Girls
- Tokyo Ghoul
- Tokyo Ghoul:re †
- Tomie
- Toriko †
- Trinity Blood
- Tuxedo Gin
- Sōsei no Onmyōji †
- Ultimate Muscle
- Ultimo
- Ultraman †
- Ultra Maniac
- Urusei Yatsura †
- Uzumaki
- Vagabond †
- Vampire Knight
- Vampire Knight Memories †
- Video Girl Ai
- Voice Over! Seiyu Academy
- W Juliet
- Wanted
- Wāqwāq
- Welcome to the N.H.K.
- We Never Learn †
- We Were There
- What a Wonderful World!
- Whistle!
- Wild Ones
- Wish
- Wolf's Rain
- World Trigger †
- X
- Yakitate!! Japan
- Yo-Kai Watch †
- Yona of the Dawn †
- Yu-Gi-Oh!
- Yu-Gi-Oh! ARC-V †
- Yu-Gi-Oh! Duelist
- Yu-Gi-Oh! GX
- Yu-Gi-Oh! 5D's
- Yu-Gi-Oh! Millennium World
- Yu-Gi-Oh! R
- Yu-Gi-Oh! Zexal
- Yukarism
- Yume Kira Dream Shoppe
- Yurara
- YuYu Hakusho
- Zombiepowder.
- ZONE-00 ††
- Zyword

† - Nuevos volúmenes en proceso de publicación
†† - Serie no publicada en su totalidad
††† - Yen Press tiene los derechos del lanzamiento digital de la serie por ser un título de Square Enix.

#### Anteriormente con licencia
- 2001 Nights
- A, A Prime
- A.D. Police: Dead End City
- Adolf (now licensed by Vertical)
- The All-New Tenchi Muyo!
- Aqua Knight
- Area 88 ††
- Ashen Victor
- B.B. Explosion
- Baoh
- Bastard!! ††
- Battle Angel Alita (now licensed by Kodansha USA)
- Battle Angel Alita: Last Order (now licensed by Kodansha USA) ††
- Beet the Vandel Buster
- Benkei in New York
- Beyblade
- The Big O
- Bio Booster Armor Guyver ††
- Black Jack ††
- Blood: The Last Vampire
- Chicago
- Cobra ††
- Crimson Hero ††
- Dance till Tomorrow
- Di Gi Charat
- Dinosaur King
- Dragon Drive
- Eagle: The Making of an Asian-American President
- Eat-Man ††
- El-Hazard
- Fist of the North Star ††
- Flowers & Bees
- Galaxy Express 999
- Getter Robo Go
- Gimmick!
- Grey
- Haou Airen
- Haruka: Beyond the Stream of Time
- Inubaka: Crazy for Dogs ††
- Kurohime ††
- The Legend of Kamui ††
- Legendz
- Macross II
- Magical Pokémon Journey ††
- Mai, the Psychic Girl
- Marionette Generation
- Medabots
- Mobile Police Patlabor ††
- Midori Days
- Mobile Suit Gundam Wing
- Mobile Suit Gundam: The Origin ††
- No. 5 ††
- No Need for Tenchi
- Ogre Slayer ††
- Pokémon: The Electric Tale of Pikachu
- Project ARMS
- RahXephon
- Read or Die
- Read or Dream
- Reborn! ††
- Rumic Theater ††
- Saikano
- Samurai Crusader
- Sanctuary
- Sensual Phrase
- Shakugan no Shana ††
- Shaman King
- Short Cuts
- Short Program
- Silent Möbius (now licensed by Udon Entertainment)
- Spriggan ††
- Steam Detectives
- Strain
- Strawberry 100% ††
- Times Two
- Togari
- Tough ††
- Train Man: Densha Otoko
- Wedding Peach
- Wild Com.
- Xenon
- Zatch Bell! ††
- Zoids: Chaotic Century
- Zoids: New Century

†† - Serie no publicada en su totalidad

### Anime

#### Actualmente licenciado
- Accel World
- Accel World: Infinite Burst (película) †
- Bakuman †
- Berserk: The Golden Age Arc I: The Egg of the King (película)
- Berserk: The Golden Age Arc II - The Battle for Doldrey (película)
- Berserk: The Golden Age Arc III - The Advent (película)
- Blame! (película)[19]
- Bleach
- Bleach: Thousand-Year Blood War
- Bleach: Memories of Nobody (película)
- Bleach: The DiamondDust Rebellion (película)
- Bleach: Fade to Black (película)
- Bleach: Hell Verse (película)
- Blood Lad
- Blue Dragon
- Blue Dragon: Trials of the Seven Shadows
- Boruto: Naruto Next Generations
- Buso Renkin
- Captain Tsubasa (2018)
- Captain Tsubasa: Junior Youth Arc
- Castlevania
- Coppelion
- Death Note
- Doraemon[20]
- Gargantia on the Verdurous Planet
- Hikaru no Go
- Hunter × Hunter
- Hunter × Hunter: Phantom Rouge (película)
- Infini-T Force †
- Inuyasha
- Inuyasha: The Final Act
- Inuyasha the Movie: Affections Touching Across Time (película)
- Inuyasha the Movie: The Castle Beyond the Looking Glass (película)
- Inuyasha the Movie: Swords of an Honorable Ruler (película)
- Inuyasha the Movie: Fire on the Mystic Island (película)
- JoJo's Bizarre Adventure (Originally licensed by Warner Bros.)
- JoJo's Bizarre Adventure: Stardust Crusaders
- JoJo's Bizarre Adventure: Diamond Is Unbreakable
- JoJo's Bizarre Adventure: Golden Wind †
- K
- K: Missing Kings (película)
- K: Return of Kings
- K: Seven Stories (película) †
- Kekkaishi
- Lagrange: The Flower of Rin-ne
- Mazinger Z: Infinity (película) †
- Mega Man Star Force (Sólo los primeros 13 episodios)
- Megalo Box †
- Mr. Osomatsu †
- Naruto
- Naruto the Movie: Ninja Clash in the Land of Snow (película)
- Naruto the Movie: Legend of the Stone of Gelel (película)
- Naruto the Movie: Guardians of the Crescent Moon Kingdom (película)
- Naruto: Shippuden
- Naruto Shippuden the Movie (película)
- Naruto Shippuden the Movie 2: Bonds (película)
- Naruto Shippuden the Movie 3: The Will of Fire (película)
- Naruto Shippuden the Movie: The Lost Tower (película)
- Naruto the Movie: Blood Prison (película)
- Road to Ninja: Naruto the Movie (película)
- The Last: Naruto the Movie (película)
- Boruto: Naruto the Movie (película)
- Naruto SD: Rock Lee and his Ninja Pals
- Nura: Rise of the Yokai Clan
- Nura: Rise of the Yokai Clan - Demon Capital
- One-Punch Man
- Pokémon: Indigo League
- Pokémon: Adventures on the Orange Islands
- Pokémon: The Johto Journeys
- Pokémon: Johto League Champions
- Pokémon: Master Quest
- Pokémon: Advanced
- Pokémon: Advanced Challenge
- Pokémon: Advanced Battle
- Pokémon: Battle Frontier
- Pokémon: Diamond and Pearl
- Pokémon: DP: Battle Dimension
- Pokémon: DP: Galactic Battles
- Pokémon: DP: Sinnoh League Victors
- Pokémon: Black & White
- Pokémon: Black & White: Rival Destinies
- Pokémon: Black & White: Adventures in Unova
- Pokémon: Black & White: Adventures in Unova and Beyond
- Pokémon: The Series - XY
- Pokémon: The Series - XY: Kalos Quest
- Pokémon: The Series - XYZ
- Pokémon: The Series - Sun & Moon
- Pokémon: The Series - Sun & Moon: Ultra Adventures
- Pokémon The First Movie: Mewtwo Strikes Back (película; licenciado originalmente para Kids' WB)
- Pokémon the Movie 2000: The Power of One (película; licenciado originalmente para Kids' WB)
- Pokémon 3: El hechizo de los Unown (película; licenciado originalmente para Kids' WB)
- Pokémon 4Ever: Celebi - Voice of the Forest (película; digital release only; still licensed for home video by Miramax)
- Pokémon: Lucario y el misterio de Mew (película)
- Pokémon Ranger y el Templo del Mar (película)
- Pokémon: The Rise of Darkrai (película)
- Pokémon: Giratina and the Sky Warrior (película; licenciado originalmente para Universal Studios)
- Pokémon: Arceus y la Joya de la Vida (película)
- Pokémon: Zoroark: El Maestro de Ilusiones (película)
- Pokémon the Movie: Black—Victini and Reshiram (película)
- Pokémon the Movie: White—Victini and Zekrom (película)
- Pokémon: Kyurem vs. El Espadachin Místico (película)
- Pokémon: Genesect y el despertar de una leyenda (película)
- Pokémon: Diancie y la crisálida de la destrucción (película)
- Pokémon: Hoopa y un duelo histórico (película)
- Pokémon: Volcanion y la maravilla mecánica (película)
- Pokémon the Movie: I Choose You! (película)
- The Prince of Tennis (First 50 episodes only)
- Ranma ½
- Ranma ½: Big Trouble in Nekonron, China (película)
- Ranma ½: Nihao My Concubine (película)
- Rooster Fighter
- Sailor Moon (The first two seasons were originally licensed by DIC Entertainment and ADV Films, while the third and fourth seasons were originally licensed by Cloverway Inc. and Pioneer Entertainment)
- Sailor Moon Crystal
- Sailor Moon R: The Movie (película; licenciado originalmente para Pioneer Entertainment)
- Sailor Moon S: The Movie (película; licenciado originalmente para Pioneer Entertainment)
- Sailor Moon Super S: The Movie (película; licenciado originalmente para Pioneer Entertainment)
- Terra Formars
- Terra Formars: Revenge †
- Tiger & Bunny
- Tiger & Bunny: The Beginning (película)
- Tiger & Bunny: The Rising (película)
- Vampire Knight
- Vampire Knight: Guilty
- Yaiba: Samurai Legend
- Zetman
- Zom 100: Bucket List of the Dead

† - No está actualmente doblado o publicado fuera del streaming

#### Anteriormente con licencia
- Abyss Story
- Adieu Galaxy Express 999 (película)
- Boys Over Flowers
- Ceres, Celestial Legend
- Corrector Yui
- Cross Game
- Deko Boko Friends
- Fatal Fury: Legend of the Hungry Wolf (película)
- Fatal Fury: The Motion Picture (película)
- Fatal Fury 2: The New Battle (película)
- Flame of Recca
- Full Moon o Sagashite
- Galaxy Express 999 (película)
- Grandpa Danger
- Great Dangaioh
- Grey: Digital Target
- Hamtaro
- Honey and Clover
- Honey and Clover II
- Hunter × Hunter (1999)
- I"s
- I"s Pure
- Key the Metal Idol
- Maison Ikkoku
- MÄR (primeros 52 episodios)
- MegaMan NT Warrior
- Mermaid's Scar
- Mirmo!
- Monster
- Moribito: Guardian of the Spirit (Originally licensed by Geneon and later by Media Blasters)
- Nana
- Neuro: Supernatural Detective
- Night Warriors: Darkstalkers' Revenge (now licensed by Discotek Media)
- Ogre Slayer
- One-Pound Gospel
- Please Save My Earth
- Project ARMS
- Reborn!
- Saikano
- Sanctuary
- Strawberry 100%
- Trouble Chocolate
- Ultra Maniac
- Video Girl Ai
- Zatch Bell!
- Zoids: Chaotic Century
- Zoids: Genesis

### Películas de acción real
- Death Note
- Death Note 2: The Last Name
- Densha Otoko
- Detroit Metal City
- Funky Forest: The First Contact
- Honey and Clover
- Kamikaze Girls
- L: Change the World
- Love*Com
- Nana
- Nana 2
- Ping Pong